# Thuvaru
Thuvaru (auch: Tuvaru) ist eine Insel des Mulaku-Atolls im Süden des Inselstaates Malediven in der Lakkadivensee des Indischen Ozeans.

## Geographie
Die Insel liegt im Westsaum des Atolls mit weitem Abstand zwischen Raabandhihuraa (im Norden) und Gaakurali (im Süden). Auf der Insel wird Ackerbau betrieben.